# 42. poljska artilerijska brigada (ZDA)
42. poljska artilerijska brigada (izvirno angleško 42nd Field Artillery Brigade) je bila poljska artilerijska brigada Kopenske vojske Združenih držav Amerike.